# 光学玻璃
光学玻璃是制造光学镜头、光学仪器的主要材料。光学玻璃必须有高度精确的折射率、阿贝数和高透明度、高均匀度。

## 简史
最初用于制造镜头的玻璃，就是普通窗户玻璃或酒瓶上的疙瘩，形状类似“冠”，皇冠玻璃或冕牌玻璃的名称由此而来。那时候的玻璃极不均匀，多泡沫。除了冕牌玻璃外还有另一种含铅量较多的燧石玻璃。
1790年左右法国人皮而·路易·均纳德发现搅拌玻璃熔液可以制造质地均匀的玻璃。
1884年蔡司公司的恩斯特·阿贝和奥托·肖特在德国耶拿市创建肖特玻璃厂（Schott Glaswerke AG ），在几年内研制了几十种光学玻璃，其中以高折射率的钡质冕牌玻璃(BAK)的发明为肖特玻璃厂的重要成就之一。

## 光学玻璃的成分
光学玻璃是用高纯度硅、硼、钠、钾、锌、铅、镁、钙、钡等的氧化物按特定配方混合,在白金坩埚中高温融化,用超声波搅拌均匀,去气泡；然后经長时间缓慢地降温，以免玻璃块产生内应力。冷却后的玻璃块，必须经过光学仪器测量，检验纯度、透明度、均匀度、折射率和色散率是否合规格。合格的玻璃块经过加热锻压，成光学透镜毛胚。

## 特种光学玻璃

### 稀土元素光学玻璃
1930年代美國伊士曼柯達公司發明了新的稀土元素光学玻璃,相比于已有的鋇冕、超重冕玻璃，稀土玻璃添加有镧、钍的氧化物。此類光学玻璃有很高的折射率，同時玻璃的色散明顯低於同折射率的燧石玻璃，为光学镜头的设计开辟新的可能性，今日各類镜头中幾乎都有镧玻璃。早期稀土玻璃由於添加二氧化釷，多半含有放射性。二戰結束後柯達又改良而發明無放射性稀土玻璃，並經過以徠茲（Leitz）、小原（Ohara）、肖特（Schott）等各光學玻璃製造商的改進，成為光學界常見的高折射率玻璃。經典的無釷鑭冕玻璃以徠卡公司授權肖特廠生產的LaK9（系徠卡優化Chance Brother's公司的691547玻璃配方得到）為代表。二十世紀六七十年代，配方不斷改進，逐漸用五氧化二鉭為主的原料代替了二氧化釷。並且，隨著熔煉工藝的不斷改進，更高折射率的重鑭火石玻璃也被研發出來。相比于鑭冕玻璃，這類材料通常必須添加更多的氧化鑭、氧化鉭、氧化鋯和氧化鈮等修飾成分，熔煉的條件更趨苛刻，修飾成分導致的玻璃著色、析晶等問題也更嚴重，但其折射率可達到1.8-2.0，同時具有比超重（鉛）火石玻璃更低的色散，為超大光圈攝影鏡頭的研發提供了無可替代的便利。徠卡著名的Noctilux 50mm F/1.0所倚賴的“PKT58”玻璃（900403）即屬此類。由於含大量的鑭和鉭，重鑭火石玻璃質地堅硬耐磨，化學性質不活潑，屬於耐水耐酸性能最為優異的光學玻璃。近年來，隨著氧化鉭價格不斷上漲，各主要光學玻璃供應商也開發出用更廉價、低比重的稀土元素氧化物代替氧化鉭的產品，并維持基本的規格參數不變。

### 无铅光学玻璃
无铅光学玻璃不含對環境有毒害的铅、砷、鎘、鈹等元素。為區別于同規格的非環保玻璃，通常在玻璃牌號前加字母表示環保化。例如肖特（Schott）廠的N標誌，小原（Ohara）廠的S標誌，及成都光明（CDGM）廠的H標誌。對於攝影鏡頭常用的玻璃而言，鉛主要用於提升玻璃的色散，并改善過渡金屬氧化物在熔體中的溶解性。因此，在環保化過程中，配方受影響最大的為超重火石玻璃，次為具有短波異常色散性能的特種火石玻璃（Short Flint）。超重火石所含氧化鉛的質量分數常超過20%，替換為二氧化鈦后通常對於400nm附近的藍紫光透過能力有較明顯的損失，故不得不加入價格較昂貴的五氧化二鈮。同時，在部分廠家的工藝中，為保持含鉛、無鉛版本的折射率與阿貝數一致，有時需要引入氟元素。对于特种火石玻璃，由于去除了配方中占比约10%的氧化铅，故不能维持氧化硼三角形骨架与四面体骨架的比例，必须改换为含五氧化二铌、三氧化二锑等材料的配方，形成玻璃的配方范围变窄，且成本增加。此类玻璃在非环保时代以肖特KzF（含三氧化二锑与三氧化二砷为主要修饰成分）、KzFS（以氧化硼和氧化铅为主要成分）系列为代表，但今日已改换配方为以五氧化二铌为核心成分的N-KzFS系列。

### 氟磷酸鹽光学玻璃
此類玻璃系含氟化物與磷酸鹽的特種玻璃，具有折射率低、阿貝數較高（色散較低）、部分色散顯著異於常規光學玻璃等特點，對於大口徑攝影鏡頭的色散修正有明顯的幫助。但是，此類玻璃因為含較多的氟化物，很容易在熔煉過程中出現揮發，導致成分不穩定。玻璃含較多的磷酸鹽，耐水、耐酸性能極差。同時，玻璃材料硬度、機械強度都較低，研磨拋光難度較大。

## 光学玻璃分类
化学成分和光学性质相近的玻璃，在阿贝图上也分布在相邻的位置。肖特玻璃厂的阿贝图有一组直线和曲线,将阿贝图分成许多区，将光学玻璃分类;列如冕牌玻璃K5、K7、K10在K区,燧石玻璃F2、F4、F5在F区。玻璃名称中的符号：
- F 代表燧石
- K 代表冕牌
- B 代表硼
- BA 代表钡
- LA 代表镧
- N  代表无铅
- P  代表磷
- TA  代表鉭

## 光学玻璃的物理参数
- Vd阿贝数 四位有效数字
- nd折射率 七位有效数字
- Ve 四位有效数字
- ne 七位有效数字
- 玻璃的密度. 四位有效数字
- 玻璃的透明度.四位有效数字
- 折射率随着温度变化的系数 三位有效数字

## 国际玻璃码
国际玻璃码用九位数字表示，形式为：xxxxxx.xxx;
- 头三位数字代表折射率nd小数点后头三位数。
- 下三位数字代表阿贝数Vd头三位数，不计小数点。
- 小数点后的三位数代表玻璃的密度，不计小数点[3]

例如K10玻璃
- nd=1.50137 小数点后头三位数=501
- Vd=56.41  头三位数，不计小数点=564
- 密度=2.52；不计小数点=252

例如：
K10 的国际玻璃码是501564.252
N-LAK7的国际玻璃码652585.384
N-BALF5的国际玻璃码547536.261
N-KF9的国际玻璃码523515.250
N-SSK2的国际玻璃码622533.353